# Bell Eagle Eye
Cet article concerne le drone. Pour le film, voir L'Œil du mal.

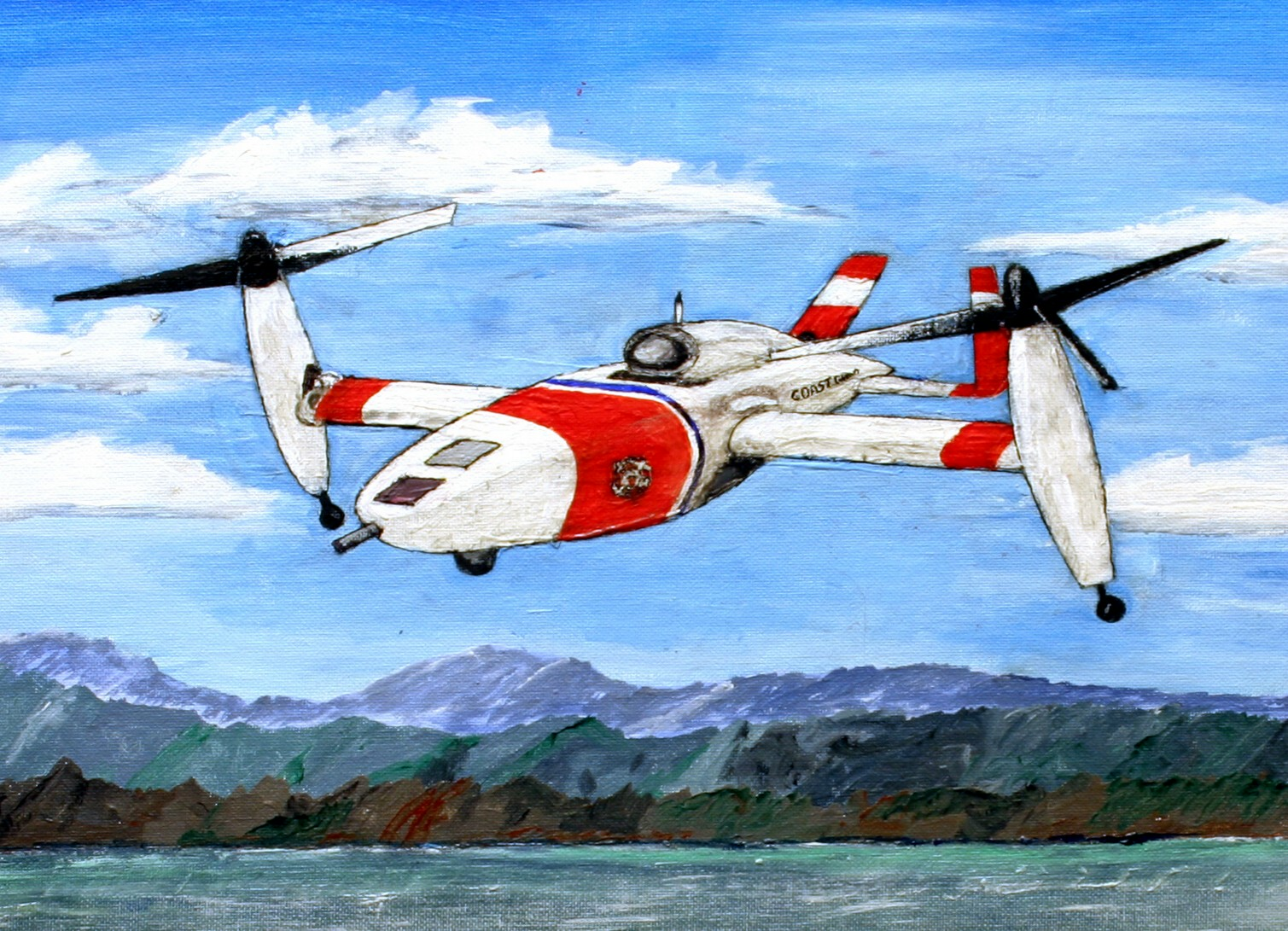
Peinture représentant un drone Eagle Eye.

Le Eagle Eye est un drone de type ADAV (ou VTOL), développé par la société Bell Helicopter, pour les US Coast Guard (USCG), les garde-côtes des États-Unis.